# La cautiva (poema)

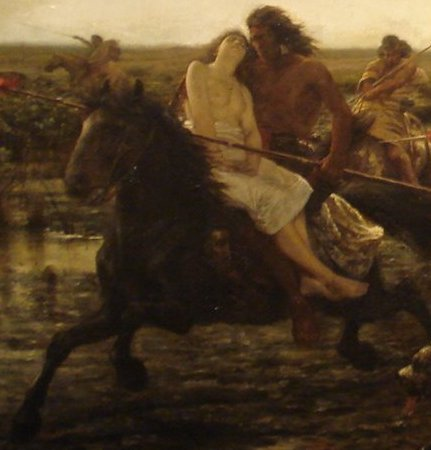
Una mujer de cara pálida siendo raptada por un malón de las pampas para convertirla en "cautiva". Fragmento del cuadro La vuelta del malón, de Ángel Della Valle, que fue considerado un cuadro de propaganda de la guerra contra el indio (la campaña al desierto).

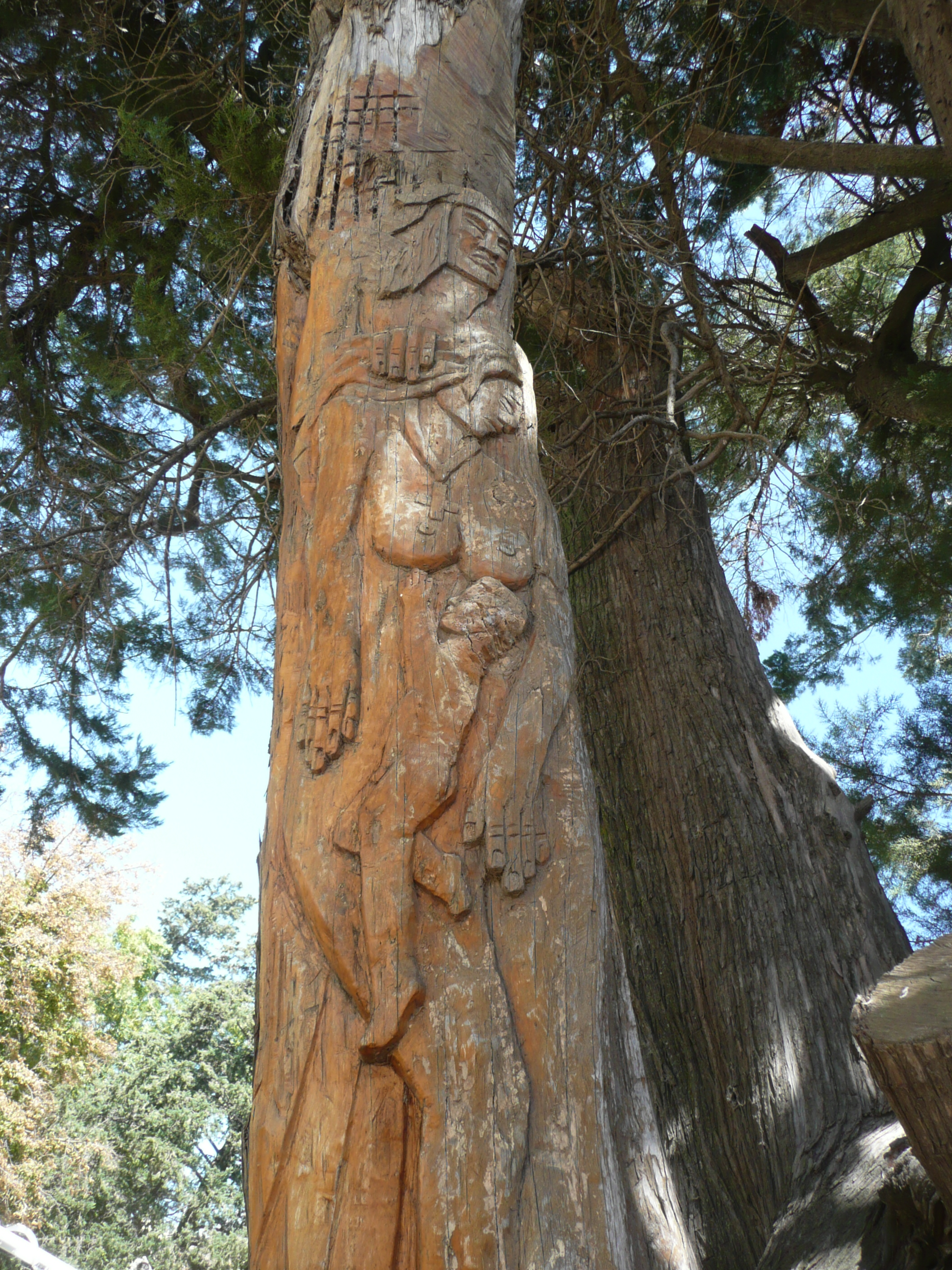
Homenaje a indios, cautivas y fortineros (pueblo de América, en la provincia de Buenos Aires), detalle. En la placa a su base se lee: "Homenaje a indios, cautivas y fortineros que regaron con sangre estas tierras, hoy de trabajo en paz, convivencia y progreso. 10 de noviembre de 2005".

«La cautiva» es un poema épico del escritor argentino Esteban Echeverría, publicado en 1837 como parte del libro Rimas. El texto ha sido considerado como la primera gran obra de la literatura argentina, antecedente inmediato de la aparición de la novela en ese país y a la vez vehículo para el éxito del romanticismo, que el propio Echeverría había introducido en la literatura de habla hispana, en una Argentina que aún se encontraba en formación.

## Argumento
«La cautiva» es un poema épico del escritor argentino Esteban Echeverría que relata el rapto de un soldado, Brian, y su valiente esposa, María, a mano de los indios, y todas las penurias que estos sufren en el desierto para escapar de la inhumana tribu y salvarse de la muerte.

## Personajes

### María
Mujer de fuerte personalidad. Inevitablemente se une a su figura el puñal que lleva en su mano; el puñal, símbolo de muerte y destrucción que no vacila en empuñar cuando la ocasión lo requiere.  
En algún pasaje de la narración niega o evade la realidad para reunir las fuerzas necesarias que le permitan continuar su lucha.
Su belleza es descrita de acuerdo con la imagen de la mujer romántica. Sólo después de la muerte de su esposo se la retrata desencajada como un “pálido fantasma”. Cuando muere, su rostro recupera, prodigiosamente, la hermosura perdida.

### Brian
Es un ser débil, temeroso de su destino y de su honra. Así aparece en la obra, aunque se menciona su trayectoria de guerrero indómito, temido por los indios. Adopta una actitud resignada y fatalista, sin alentar a su mujer en la lucha contra el infortunio. Ha dedicado su vida a la patria y su mayor decepción fue no morir en el campo de batalla.

### El indio
Está presentado desde la perspectiva del hombre blanco y por ello aparece como sinónimo de barbarie. Es incivilizado, sanguinario, agresivo y feroz.

## Paisaje
El poeta animiza a la pampa, es decir, le confiere caracteres humanos a fin de que acompañe dinámicamente cada gesto, cada sentimiento de los protagonistas de la historia. La pampa se modifica y, a lo largo de la obra su imagen se va enriqueciendo; por ello, alcanza la categoría de verdadero personaje viviente.

## Estructura

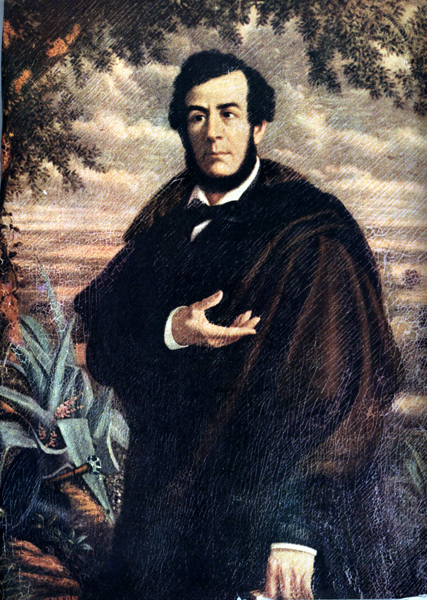
Esteban Echeverría.

El poema está compuesto por 2142 versos, divididos en nueve partes y un epílogo. Las nueve partes son: El desierto, El festín, El puñal, La alborada, El pajonal, La espera, La quemazón, Brian, María. Siguiendo los lineamientos liberales del romanticismo, Echeverría utiliza diversas métricas en sus versos, con predominio del octosílabo y el hexasílabo, tomados básicamente de la poesía popular.
Se trata de un relato heroico, otra característica del romanticismo, centrado en la figura de una mujer común, esposa de un soldado de pueblo, orientado a democratizar la literatura.
Echeverría mezcla estilos, y fusiona temas y estilos populares y elitistas. Incorpora el lenguaje popular rioplatense, alternándolo con el lenguaje colonial español. Se ha dicho que:

Advertimos en esa tensión entre localismo y universalismo, lo cual traducido a términos culturológicos implica una tensión, no resuelta, entre lo directo y lo predeterminado significativamente, entre lo primitivo y lo culto, entre América y Europa.
Noé Jitrik.